# Stazione meteorologica di Corvara in Badia
La stazione meteorologica di Corvara in Badia (in tedesco Wetterstation Corvara) è la stazione meteorologica di riferimento per la località di Corvara in Badia.

## Coordinate geografiche
La stazione meteorologica è situata nell'Italia nord-orientale, in provincia di Bolzano, nel comune di Corvara in Badia, a 1.558 metri s.l.m. e alle coordinate geografiche 46°33′01.4″N 11°52′23.9″E.

## Dati climatologici
Secondo i dati medi del trentennio 1961-1990, la temperatura media del mese più freddo, gennaio, si attesta a -6,8 °C, mentre quella del mese più caldo, luglio, è di 12,8 °C.
| Corvara in Badia   | Mesi  | Mesi  | Mesi | Mesi | Mesi | Mesi | Mesi | Mesi | Mesi | Mesi | Mesi | Mesi  | Stagioni | Stagioni | Stagioni | Stagioni | Anno |
| Corvara in Badia   | Gen   | Feb   | Mar  | Apr  | Mag  | Giu  | Lug  | Ago  | Set  | Ott  | Nov  | Dic   | Inv      | Pri      | Est      | Aut      | Anno |
| ------------------ | ----- | ----- | ---- | ---- | ---- | ---- | ---- | ---- | ---- | ---- | ---- | ----- | -------- | -------- | -------- | -------- | ---- |
| T. max. media (°C) | −1,9  | 0,8   | 4,7  | 8,6  | 13,2 | 16,7 | 19,2 | 18,6 | 16,0 | 10,3 | 2,7  | −1,3  | −0,8     | 8,8      | 18,2     | 9,7      | 9,0  |
| T. min. media (°C) | −11,6 | −11,0 | −7,5 | −3,4 | 0,6  | 4,4  | 6,4  | 5,9  | 3,6  | −0,9 | −5,4 | −10,0 | −10,9    | −3,4     | 5,6      | −0,9     | −2,4 |